# Domenico Campagnola
Domenico Campagnola (Venezia, 1500 circa – Padova, 1564) è stato un pittore italiano.

## Biografia

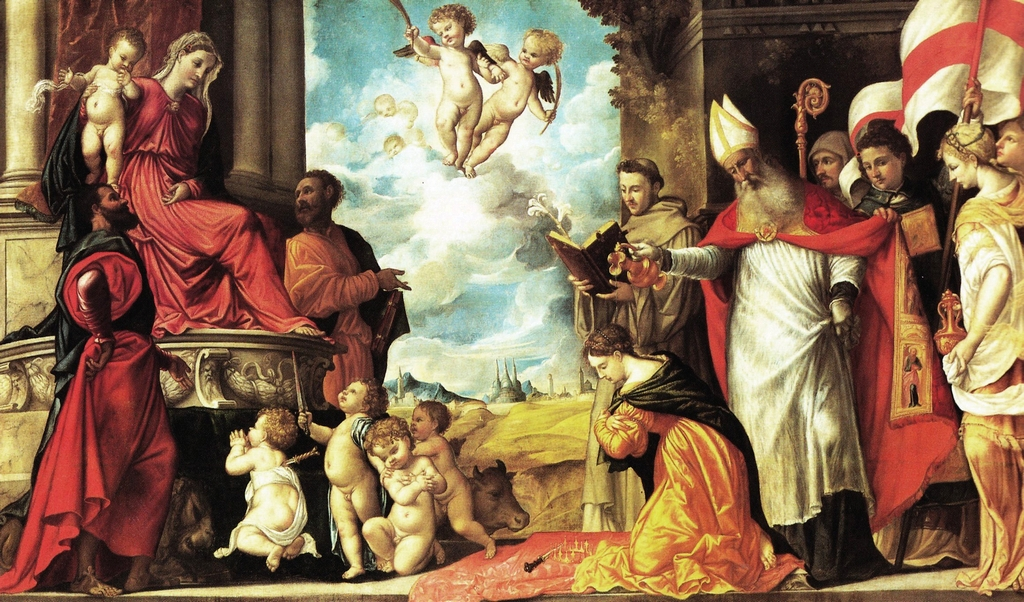
Madonna in trono con Bambino e Santi, 1537, Musei civici di Padova.

Le sue origini sono nordiche, e in giovane età viene adottato da Giulio Campagnola e proprio con questo cognome firma le sue prime incisioni realizzate nel 1517.
Della sua esperienza pittorica giovanile non si conosce molto ma è accertato che abbia lavorato nella bottega del Tiziano. Inoltre ebbe modo di conoscere il Romanino ed il Moretto.
Nelle prime opere, quali l'Incontro tra Anna e Gioacchino l'influenza tizianesca risulta evidente, mentre del 1532, subito dopo i tondi coi Profeti, per una decina di anni appare ispirato dal Moretto e dai maestri bresciani.
Nel 1533 gli viene affidato l'incarico di dipingere l'affresco raffigurante il Beato Bernardino da Feltre all'interno del Monte di pietà di Padova. Tra il 1536 ed il 1545 lavora presso l'oratorio di San Rocco a Padova dove realizza un ciclo pittorico che comprende vari soggetti. Nel 1540 affresca la Sala dei giganti, nel Palazzo Liviano.
Dal 1541 le sue opere, quali il Battesimo di Santa Giustina, acquistano una maggiore luminosità, grazie agli accostamenti a Salviati, operante a Padova in quegli anni. Di pregevole fattura gli affreschi dell'abside dell'abbazia di Praglia, la tela Pietà tra i santi Michele arcangelo e Cristoforo dei Musei Civici di Pavia ed i lavori presso San Giovanni di Verdara.
Muore a Padova il 10 dicembre 1564.